# ウランバートル駅

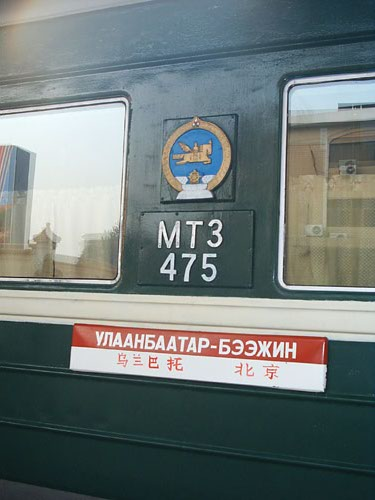
ウランバートル - 北京間列車の行先標

ウランバートル駅（ウランバートルえき）は、モンゴル国のウランバートル市にあるモンゴル鉄道の駅である。

## 歴史
- 1938年 - ウランバートル - ナライフ間が開通した。
- 1949年 - ナウシキ - ウランバートル間が開通した。
- 1956年 - ウランバートル - ザミンウード間が開通した。

## 所属路線
- モンゴル鉄道
  - モンゴル縦貫鉄道（幹線）：ナウシキ駅（ロシア）より409km、ザミンウード駅（中国国境）まで709km、ヤロスラヴリ駅（モスクワ）より6304km、シベリア鉄道のウラン・ウデ駅より695km、北京駅まで1561km、フフホト駅まで1210km
  - ナライフ支線：本駅起点、ナライフ駅終点まで43km

## 駅構造
単式ホーム1面、島式ホーム1面を持つ地上駅である。駅舎内にはレストランがある。ホームへは駅舎を通らずに出入り出来る。駅舎は社会主義リアリズムの影響を受けたデザインである。

## 利用状況
当駅はモンゴル鉄道の旅客、貨物を扱う中核で最大の駅である。モンゴル縦貫線はモンゴル国内の列車だけでなく、モスクワ、北京、フフホトへの国際列車が発着する。ナライフ支線は貨物専用線である。なお、駅内での写真撮影は基本的に禁止されている。

## 駅周辺
当駅はウランバートル市街の西よりにある。駅の外れにはモンゴル鉄道博物館があるが、建物は無く車輌が6輌ほど展示されている。